# Billy the Kid får eskort
Billy the Kid får eskort (L'escorte) är ett Lucky Luke-album från 1966. Det är det 28:e albumet i ordningen, och har nummer 11 i den svenska utgivningen.

## Handling
Lucky Luke får i uppgift att transportera Billy the Kid (som han tidigare medverkat till att sätta bakom lås och bom) från fängelset i Texas till Bronco Pueblo i New Mexico, där han ska dömas av det lokala rättssystemet. Resan går genom öknen, och Billy anlitar desperadon Bert Malloy för att hjälpa honom fly.

## Svensk utgivning
- Morris; Goscinny, René, (översättare: Kåre Persson) (1973). Billy the Kid får eskort. Lucky Lukes äventyr: 11. Stockholm: Albert Bonniers förlag. Libris 7144076. ISBN 91-0-038618-9
- Andra upplagan, 1983, Bonniers Juniorförlag. ISBN 91-48-38359-7
- I Lucky Luke – Den kompletta samlingen ingår albumet i "Lucky Luke 1964–1965". Libris 9888395. ISBN 91-7134-089-0
- Den svenska utgåvan trycktes även som nummer 87a i Tintins äventyrsklubb (1991). Libris 7674106. ISBN 91-7904-275-9